# Xorides flavopictus
Xorides flavopictus là một loài tò vò trong họ Ichneumonidae.